# Halerpestes cymbalaria
{{#ifeq:0|0|{{#if:|{{#if:Halerpestescymbalaria|[[]}}|}}}}
Halerpestes cymbalaria — вид трав'янистих рослин родини жовтецеві (Ranunculaceae), поширений у Північній Америці, Південній Америці та Азії.

## Опис

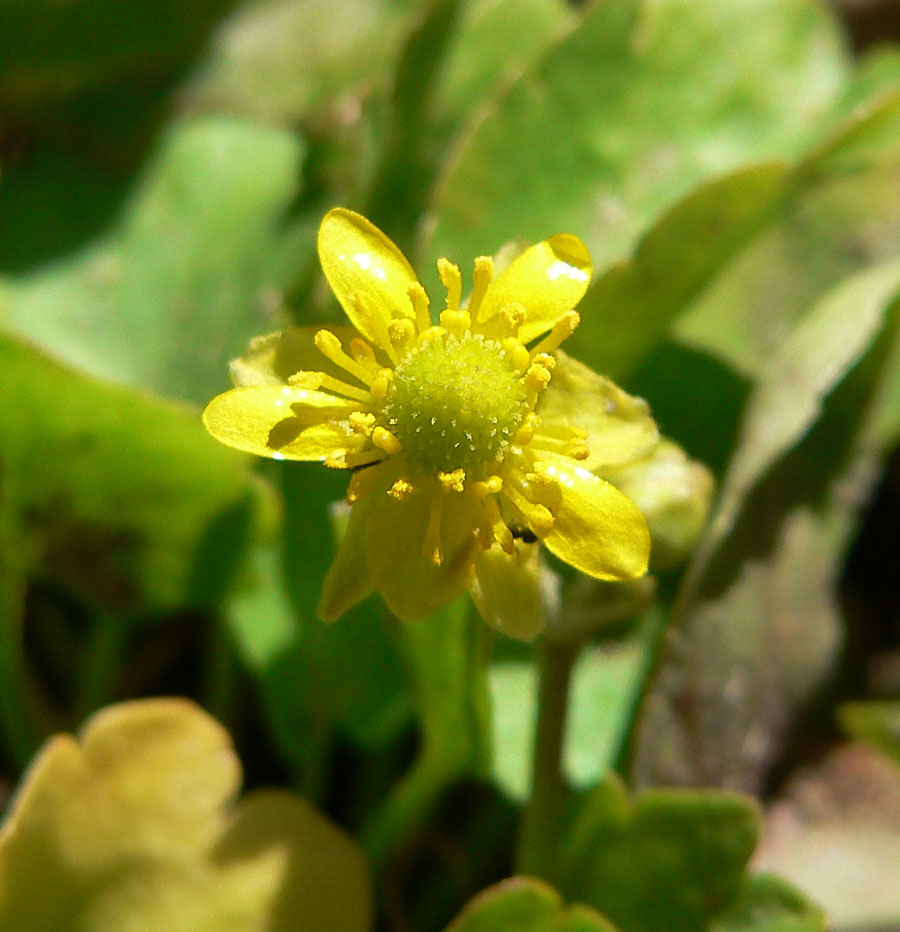

Це багаторічна трав'яниста рослина, стебла повзають за допомогою довгих, ниткоподібних столонів, що вкорінюються у вузлах. Базальні листи і листки столонів подібні, значно коротші, ніж черешки. Листові пластини від довгастояйцеподібних до округлояйцеподібних або округлониркоподібних, основи тупі, центральні зазвичай більші, ніж інші, 0.7–3.8 × 0.8–3.2 см. Квіткові стебла вертикальні або висхідні.
Чашолистків 5, 2.5–6 × 1.5–3 мм, яйцеподібні, гладкі. Пелюстки 2–7 × 1–3 мм, довгастояйцеподібні, коротко зазубрені, жовті. Голови сім'янок довгояйцеподібні або циліндричні, 6–12 × 4–5(9) мм; сім'янки 1–1.4(2.2) × 0.8–1.2 мм, гладкі; дзьоб стійкий, конічний, прямий, 0.1–0.2 мм. 2n=16(2x).

## Поширення
Північна Америка: Ґренландія, Канада, США, Мексика; Південна Америка: Аргентина, Чилі, Уругвай, Болівія, Еквадор, Перу. Азія: Далекий Схід, Сибір, Монголія, Казахстан, Киргизстан, Таджикистан, Китай, Афганістан, Пакистан, Пн. Індія, Японія. Натуралізований у Норвегії, Швеції, Фінляндії.
Населяє трясовини, болота, рови, береги річок, часто солончаки.